# Bactrostoma cinis
Bactrostoma cinis är en fjärilsart som beskrevs av Diakonoff 1960. Bactrostoma cinis ingår i släktet Bactrostoma och familjen vecklare. Inga underarter finns listade i Catalogue of Life.